# Preutești
Preutești je rumunská obec v župě Sučava. Žije zde přibližně 6 700 obyvatel. Obec se skládá ze šesti částí.

## Části obce
- Preutești – 1 748 obyvatel
- Arghira – 1 139 obyvatel
- Bahna Arin – 329 obyvatel
- Basarabi – 1 666 obyvatel
- Huși – 638 obyvatel
- Leucușești – 1 162 obyvatel